# Zamek Landsberg
Zamek Landsberg (niem. Schloss Landsberg) – zabytkowy zamek w Ratingen, w okolicy Essen (Nadrenia Północna-Westfalia).
Najstarszą zachowaną częścią zamku jest potężny, 33 metrowy donżon z 1380, ze spiralnymi schodami w środku. Przyległy dwór został zbudowany w 1666 przez generała Arnolda Friedricha von Landsberga (zm. 1673), żonatego Kathariną Margaretą von Meschede. Ich herby znajdują się nad łukowatym portalem budynku bramnego.

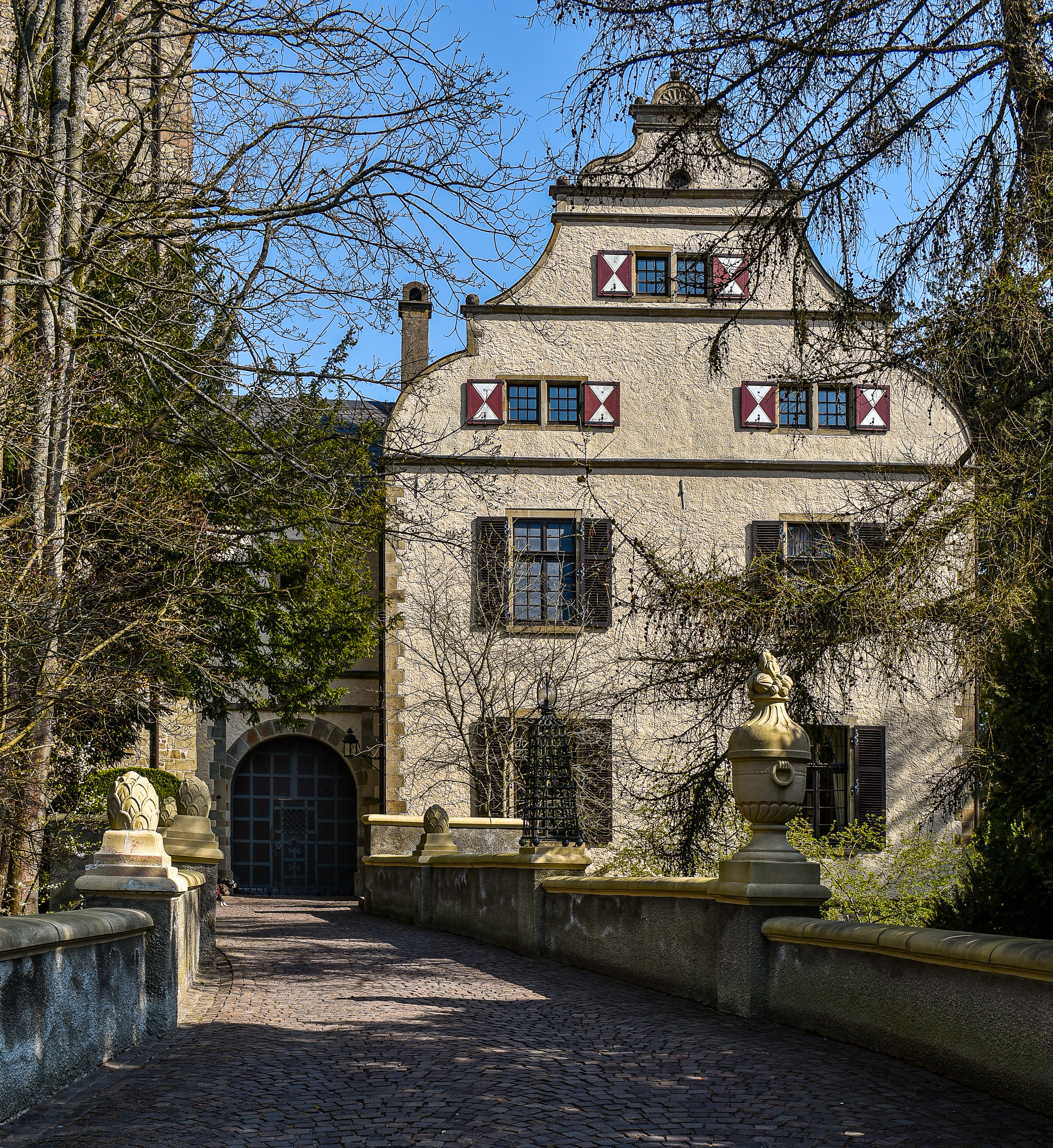
Brama z herbami Landsberg i Meschede
Herb Arnolda von Landsberga
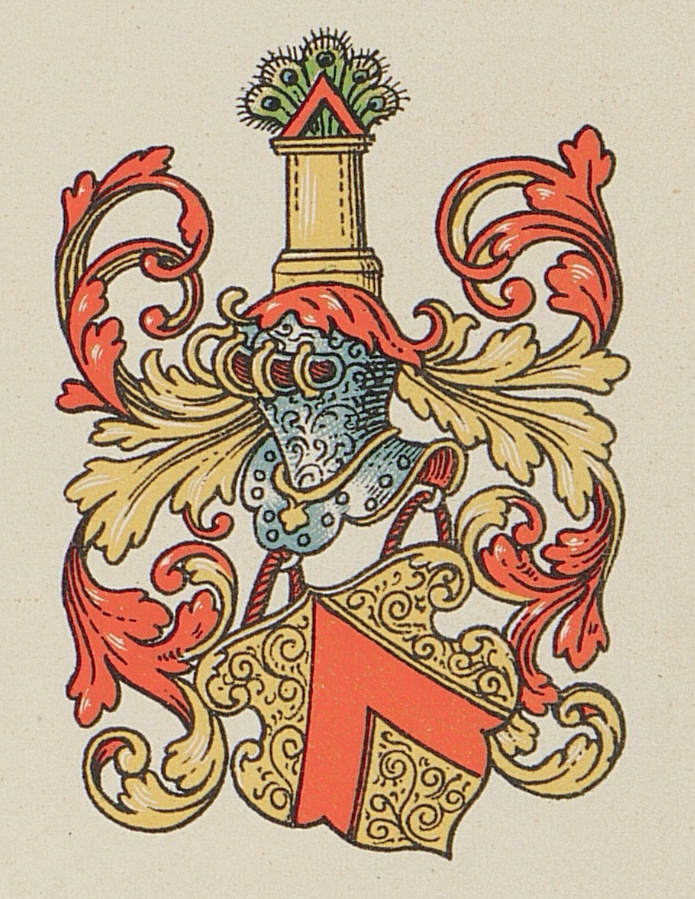
Herb Kathariny von Meschede